# العين (الحصن)

تعديل مصدري - تعديل

العين هي إحدى قرى عزلة اليمانية العليا بمديرية الحصن التابعة لمحافظة صنعاء، بلغ تعداد سكانها 1121 نسمة حسب تعداد اليمن لعام 2004.